# Kotcharli (Tartar)
 (septembre 2023).
Kotcharli est un village de la région de Tərtər en Azerbaïdjan.

## Population
Selon les statistiques de 2009, la population du village est de 1528 personnes.

## Géographie
Le village de Kotcharli de la région de Tərtər est situé dans la circonscription administrative du village d'Azad Garagoyounlou.

## Économie
La principale occupation de la population du village de Kotcharli est l'élevage et l'agriculture.